# Medienmarketing
Medienmarketing bezeichnet die Marketingarbeit für Massenmedien. Je nach Mediengattung wird darunter Buchmarketing, Pressemarketing, Internet-Marketing bzw. Online-Marketing, Radiomarketing, Fernsehmarketing, Filmmarketing etc. verstanden.

## Grundprinzip
Medienmarketing muss die Dualität der Medienmärkte beachten, da die meisten Medien auf zwei Märkten arbeiten: dem Publikumsmarkt als Nutzer des Contents und dem Werbemarkt als Nutzer der vom Medium angebotenen Kontaktmöglichkeiten zu den Lesern/Hörern/Usern. Daneben treten seit einiger Zeit weitere Märkte, z. B. der Markt der Weiterverwertung von Content (Weiterverkauf bestimmter Artikel/Beiträge an dritte Medien), dem Rechte- und Lizenzenmarkt (Weiterverkauf kompletter Zeitschriftenkonzepte oder Bücher zur Übersetzung in andere Länder), dem Markt von Handelswaren (z. B. Tickets, Buchreihen etc.) oder dem Markt der „Nachverwertung“ von Abonnentenadressen. Letzteres bedeutet, dass Presseverlage mit Abonnementgeschäft ihre Adressenbestände für Direkt-Marketing-Aktionen vermieten.

## Ausgestaltung
Der Marketingprozess besteht zumeist aus den Bereichen
- Marketingstrategie
- Marktforschung und Definition des Nachfrageverhaltens
- Marketing-Mix mit den Bestandteilen Produktpolitik, Preispolitik, Vertriebspolitik und Kommunikationspolitik
- Marketing-Controlling[11]

Im Medienbereich kommt der inhaltlichen Gestaltung – als Kernelement der Produktleistung Medium – besondere Bedeutung zu.